# Liupanshui
Liupanshui is een stad in de zuidelijke provincie Guizhou van China. Liupanshui (district Zhongshan 476 km² met 453.293 inwoners) is de zetel van de prefectuur Liupanshui in het westen van de provincie. De hoofdstad heeft ongeveer 489.000 inwoners (2003). De prefectuur Liupanshui bestaat verder uit LIUzhi district, de county's PAN en SHUIcheng en telt 2.830.000 inwoners (2006).